# Список умерших в 752 году

## Март
- 22 марта — Захарий, Папа Римский (741—752).
- 25 марта — Стефан II, Папа Римский (752).

## Дата смерти неизвестна или требует уточнения
- Евтихий, последний экзарх Равенны (728—751).
- Теудебур ап Бели, король Альт Клуита (722—752).